# Hodierna de Trípoli
Hodierna de Trípoli ou Hodierna de Jerusalém (Trípoli, c. 1110 — c. 1164) foi condessa de Trípoli através do seu casamento em 1135 com o conde Raimundo II. Era a terceira filha do rei Balduíno II de Jerusalém com Morfia de Melitene. As suas irmãs foram a rainha Melisenda de Jerusalém, a princesa Alice de Antioquia e a abadessa Ioveta da Betânia.

## Biografia
As quatro irmãs terão tido uma relação estreita, e é possível que Hodierna tivesse pedido a Melisenda que organizasse o assassinato em 1148 de Afonso-Jordão de Toulouse, filho de Raimundo IV de Toulouse, quando este reclamou a posse do Condado de Trípoli. Hodierna apoiou a irmã no conflito contra o seu filho Balduíno III de Jerusalém e, quando Melisenda acabou por ser derrotada em 1152 e lhe foi concedido um pequeno feudo em Nablus, as duas irmãs influenciaram a eleição do Patriarca Latino de Jerusalém.
Durante essa época, Hodierna encontrava-se em conflito com Raimundo II de Trípoli, que se ressentia do seu carácter independente e pretendia que a esposa se mantivesse em reclusão. Havia inclusivamente rumores de que a sua filha Melisenda de Trípoli (baptizada com o prenome da rainha de Jerusalém) era filha de uma sua relação adúltera. Melisenda de Jerusalém e Balduíno III tiveram de intervir politicamente em Trípoli em 1152. Hodierna e Raimundo concordaram em reconciliar-se, mas foi decidido que a condessa deveria voltar a Jerusalém com a irmã por um curto período de tempo. Mas pouco depois de saírem de Trípoli, Raimundo foi morto pela Ordem dos Assassinos.
Hodierna voltou imediatamente aos seus domínios para assumir a regência do condado em nome do seu filho Raimundo III, ainda uma criança. Balduíno III garantiu o apoio dos nobres do condado e Hodierna concordou em ceder o castelo de Tartous aos Cavaleiros Templários, para se defenderem dos ataques de Noradine, que invadira estas terras ao tomar conhecimento da morte de Raimundo II.
A condessa de Trípoli permaneceu ao lado da rainha Melisenda quando esta morreu em 1161. Balduíno III de Jerusalém, agora sem a influência da sua mãe, tomou o controlo pessoal de Nablus, trocado pelo Senhorio da Transjordânia com Filipe de Milly. Hodierna concordou com esta transacção em nome da sua filha Melisenda, que deveria se casar com o imperador bizantino Manuel I Comneno. O acordo matrimonial parecia confirmado e a jovem Melisenda foi até referida como a futura imperatriz. No entanto, quando Manuel soube da sua suposta ilegitimidade, casou-se com Maria de Antioquia.
Hodierna morreu em data desconhecida, provavelmente na década de 1160.

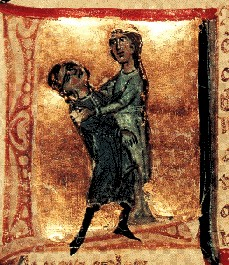
Jaufré Rudel morre nos braços de Hodierna de Trípoli (manuscrito de canções trovadorescas, século XIII, norte da Itália, Biblioteca Nacional de França)

## Lenda
Segundo a Vida do trovador Jaufré Rudel de Blaye, a lenda da beleza de Hodierna trazida à França por peregrinos, inspirou-lhe canções de amor de lonh (amor distante). Segundo a história, o trovador participou da Segunda Cruzada para a poder ver, mas adoeceu e foi levado moribundo para terra. Conta-se que, ao saber disto, Hodierna saíu do seu castelo e Rudel morreu nos seus braços.
Esta história romântica mas improvável parece derivar da natureza enigmática dos versos de Rudel e da sua suposta morte na cruzada. Edmond Rostand usou esta lenda como base para o seu drama em verso La Princesse Lointaine (1895), mas trocou a personagem feminina Hodierna pela sua filha Melisenda de Trípoli.